# Liste der Monuments historiques in Laxou
Die Liste der Monuments historiques in Laxou führt die Monuments historiques in der französischen Gemeinde Laxou auf.

## Liste der Objekte
| Bezeichnung   | Beschreibung                                        | Standort                                                   | Kennzeichnung | Schutzstatus | Datum | Bild |
| ------------- | --------------------------------------------------- | ---------------------------------------------------------- | ------------- | ------------ | ----- | ---- |
| Chorschranke  | Schmiedeeisen, 18. Jahrhundert, von Jean Lamour     | in der Kapelle des Centre Psychothérapique de Nancy (Lage) | PM54000349    | Classé       | 1909  |      |
| Orgelprospekt | im 18. Jahrhundert gebaut, mit späteren Ergänzungen | in der Kapelle des Centre Psychothérapique de Nancy (Lage) | PM54001613    | Inscrit      | 1994  |      |